# Distrikt La Molina
Der Distrikt La Molina ist einer der 43 Stadtbezirke der Region Lima Metropolitana in Peru. La Molina gehört zu den wohlhabenderen Teilen Limas.

## Lage und Bevölkerung
La Molina umfasst eine Fläche von etwa 65,75 km² mit ungefähr 140.679 Einwohnern (Zensus 2017). Im Jahr 1993 lag die Einwohnerzahl bei 78.235, im Jahr 2007 bei 132.498. Stadt La Molina und Distrikt La Molina sind deckungsgleich.
La Molina grenzt im Norden an Ate, im Osten an Cieneguilla und Pachacámac, im Süden an Villa María del Triunfo und San Juan de Miraflores und im Westen an Santiago de Surco.

## Geschichte
Der Distrikt La Molina in seiner heutigen Form wurde 1962 während der zweiten Präsidentschaft von Manuel Prado y Ugarteche gegründet.
Der Name stammt vermutlich von einem Landbesitzer aus der Kolonialzeit:
- Nicolás Flores de Molina
- Melchor Malo de Molina, Marquis von Monterrico